# Ciprusi Nemzeti Gárda
A Ciprusi Nemzeti Gárda (görögül: Εθνική Φρουρά, törökül: Kıbrıs Ulusal Muhafızları) a Ciprusi Köztársaság egyesített hadereje, amely tartalmaz szárazföldi, légi és tengeri egységeket.

## Ciprus haderejének néhány összefoglaló adata
- Katonai költségvetés: 550 millió amerikai dollár (2010),[1] a GDP 2,05%-a (2010)[2].
- Teljes személyi állomány: 10 000 fő (ebből sorozott 8700 fő, és 500 nő)[1]
- Tartalék: 60 000 fő
- Nemzeti Gárda: 10 000 fő
- Mozgósítható lakosság: 184 352 fő, melyből katonai szolgálatra 150 750 fő alkalmas 2005-ben.

A Ciprusi haderő 1 hadtest parancsnokságból, 1 légierő  és 1 haditengerészeti parancsnokságból áll.
A bécsi dokumentum (CFE) szerint csak nem aktív egységek lehetnek.

## Szárazföldi erő
Állomány:
- 2 hadosztályparancsnokság:
  - 3 dandárparancsnokság;
  - 1 tüzérezred;
- 1 különleges ezred (3 zászlóalj).

### Fegyverzet
- 154 db harckocsi (AMX–30, T–80)
- 140 db felderítő harckocsi
- 43 db páncélozott gyalogsági harcjármű (BMP–3)
- 300 db páncélozott szállító jármű

Tüzérségi lövegek:
- vontatott: 104 db (100 mm-es, 105 mm-es, 155 mm-es)
- önjáró: 12 db (155 mm-es)
- 22 db BM–21 rakéta-sorozatvető
- 136 db 120 mm-es aknavető

Légvédelmi rakéták:
- 60 db Mistral, 24 db Aspide légvédelmi rakéta

## Haditengerészeti erők
- 12-13 db hajó
- 6 db harci helikopter (Mi–24, UH–1 Iroquois)

## Cipruson állomásozó külföldi erők
- Görög: 1250 fő
  - 1 gépesített dandár (2 gépesített zászlóalj, 1 páncélozott zászlóalj, 1 tüzér osztály)
  - A görög erők felszerelése:
    - 61 db harckocsi
    - 18 db tüzérségi löveg
- Brit: 3190 fő
  - 2 gépesített zászlóalj, 1 műszaki század, 1 helikopter század
- Az 1974-es megszállás nyomán létrejött de facto állam, Észak-Ciprus saját hadsereget tart fenn.